# Locks of Love

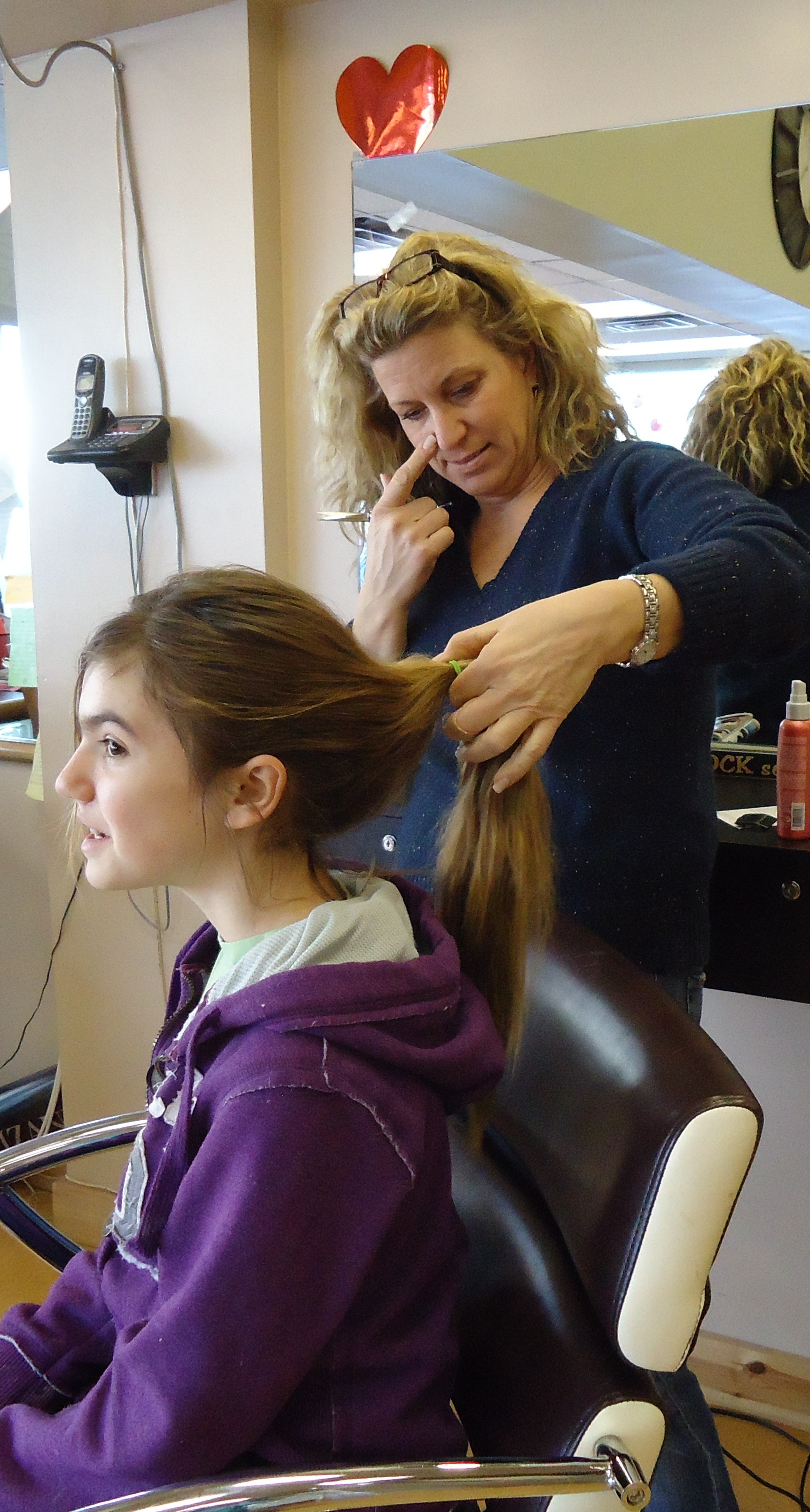
Locks of Love

Locks of Love är en amerikansk ideell organisation som genom donationer av hår och pengar låter tillverka peruker åt barn som genom hälsotillstånd förlorat sitt eget hår. Barn i England har fått peruker genom Locks of Love

## Mottagarkrav
- Mottagaren måste vara 18 eller yngre.
- Mottagaren måste ha långvarigt behov av hår, som till exempel till följd av svåra brännskador. Cancerpatienter som genom kemoterapi förlorat sitt hår är inte automatiskt godkända som mottagare, eftersom detta tillstånd anses vara temporärt.
- Mottagaren måste kunna bevisa att de inte själv har råd att köpa en peruk.
- Mottagaren måste kunna uppvisa två rekommendationsbrev, ett foto och en uppsats.

## Donatorkrav
- Donatorn måste donera hår minst 25 cm långt.
- Donatorns hår får inte vara blekt eller utsatt för kemiska skador.
- Hår som bedöms vara för kort, för grått eller på annat sätt oanvändbart för barnperuker kommer att säljas till marknadsvärde.